# أمجد محمد سعيد
أمجد محمد سعيد (21 فبراير 1974 - 8 أغسطس 2021 ) هو شاعر ودبلوماسي عراقي بارز، لقب بالشاعر الموصلى، لكثرة ديوانه الشعري عن حب الموصل والعراق، عمل في العديد من الوزارات العراقية، نشر في الصحف والمجلات العراقية والعربية لمدة تزيد عن ثلاثين عاماً في مجال الأدب والشعر، ترجمت بعض قصائده إلى الإنجليزية والفرنسية والأسبانية والروسية، كتب عنه العديد من الدراسات والمقالات النقدية.

## حياته ونشأته
أمجد محمد سعيد ذنون اغا العبيدي ولد في الموصل محلة شهر سوق بالفاروق في 21 أغسطس سنة 1947، حصل على شهادة اليسانس في اللغة العربية والتربية من كلية التربية جامعة بغداد سنة 1970.
حصل على شهادة الدراسات العليا في موضوع (تحقيق تراث) من معهد البحوث والدراسات العربية بالقاهرة سنة 2009.
حصل على درجة الماجستير عن موضوع (تحقيق تراث) من معهد البحوث والدراسات العربية بالقاهرة سنة 2011.

## مسيرته
- عضو اتحاد الأدباء والكتاب العرب.[10]
- عضو المجلس المركزي للاتحاد العام للأدباء والكتاب العرب في العراق سنة 2000 بغداد.
- عضو اتحاد الكتاب العرب في دمشق.
- عضو اتيليه في القاهرة.
- عضو الاتحاد العام للصحفيين السودانيين. وعضو نقابة الفنانين العراقيين في بغداد.
- عضو جمعية المسرحيين والإذاعيين والتلفزيونيين في بغداد.

### صحافة[11]
- كان أمجد عضو هيئة تحرير جريدة الرسالة ومجلة النبراس والجامعة والحدباء.
- محرر في مجلة ألف باء.
- مندوب الموصل ومدير تحرير مجلة الأديب المعاصر الصادرة عن الاتحاد العام للأدباء والكتاب العراقيين.

### دبلوماسي[12]
- عمل في وزارات التربية، والخارجية، والثقافة، والإعلام في العراق.
- عمل في البعثات العراقية الدبلوماسية في عمّان، والقاهرة، والخرطوم.
- عضو اتحاد الأدباء العرب، واتحاد أدباء العراق.
- عضو إتيليه القاهرة.

## دواوينه الشعرية
ترجمت بعض قصائده إلى الإنجليزية والفرنسية والأسبانية والروسية ومن أهمها؛
- نافذة البرق 1976.
- أرافق زهرة الأعماق 1979.[14]
- البلاد الأولى 1983.
- الحصن الشرقي 1987.
- جوار السور.. فوق العشب 1988.
- قصائد حب 1988.
- رقم الفاو (قصيدة ملحمية) 1989.
- فتنة التحرير 2021 وكانت آخر قصيدة كتبها قبل وفاتها.[15]

## مسرحيته
كتب مسرحيتين شعريتين بين 1988 و 1989 وهما؛
- دم فوق لامونيدا : ولامونيدا هو قصر الرئاسة التشيلي الذي قتل فية سلفادور الليندي رئيس حكومة الوحدة الشعبية، والمسرحية تتناول رحيل الشاعر التشيلي الكبير بابلوا نيرودا بعد سقوط الليندي.

قدّمت في مهرجان المسرح المدرسي ونالت الجائزة الثانية للمسرح.
- بانوراما الشاعر والموت: تتحدث عن رحيل الشاعر العربي الكبير خليل حاوي منتحراً.

طبعت المسرحيتان في كتاب واحد صدر عن جامعة الموصل.

## مؤلفاته
- ما بين المرمر والدمع .[11]
- صورة العربي في الإعلام الغربي.

## جوائز
حصل على الجائزة الأولى لمسابقة الفاو الأدبية الكبرى في مجال الملحمة الشعرية.

## وفاته
رحل عن أمجد صباح الأحد الموافق الثامن من شهر أغسطس سنة 2021 في القاهرة، عن عمر يناهز 74 عامًا، نعاه عدد كبير من المثقفين العرب، ولعل أبرزهم الناقد والشاعر شعبان يوسف، وقد عبر عن رحيل أمجد بأنه «موسم رحيل الشعراء القاسي».